# Pete Brown

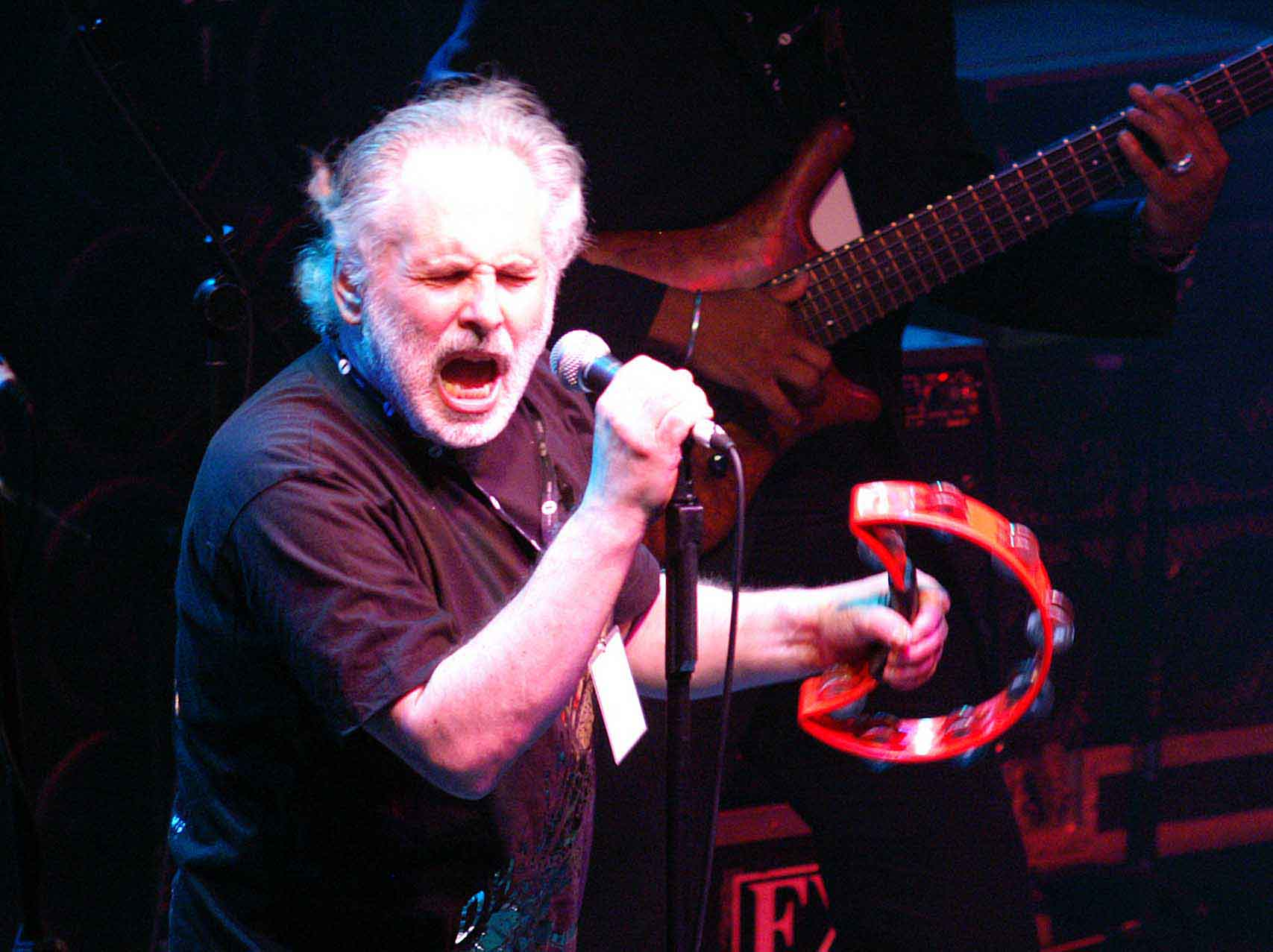
Pete Brown

Peter Ronald "Pete" Brown, född 25 december 1940 i Ashtead, Surrey, död 19 maj 2023 i Hastings, East Sussex, var en brittisk poet, textförfattare och musikproducent, mest känd för sitt samarbete med Jack Bruce (framför allt i gruppen Cream). Han arbetade också med The Battered Ornaments, och formade sin egen grupp Piblokto. Under 1960-talet var han en av dem som framförde poettexter med scennärvaro och räknades till en litterär riktning kallad British Poetry Revival.
Brown var från början med i Cream som en låtskrivarpartner till trummisen Ginger Baker, men gruppen såg tydligt att han arbetade mycket bättre med basisten Jack Bruce. Bruce sade om situationen: "Ginger och Pete var i min lägenhet för att försöka skriva en sång men ingenting hände. Min fru Janet började istället skriva med Ginger och de skrev Sweet Wine medan jag började arbeta med Pete".
Tillsammans skrev Brown och Bruce några av Creams höjdpunkter, låtar som "I Feel Free", "White Room" och "Sunshine of Your Love" (tillsammans med Eric Clapton).
Efter upplösningen med Cream fortsatte Brown och Bruce att skriva låtar tillsammans för Bruce's solokarriär. Brown skrev låttexterna för Bruce album Harmony Row.

## Verk

### Poesi
- Few Poems (Birmingham: Migrant Press, 1966)
- Let 'Em Roll, Kafka (London: Fulcrum, 1969)
- The Not Forgotten Association (album där Brown läser tidiga dikter, 1973, 2015)